# جيمس برايس (لاعب كريكت)
جيمس برايس (بالإنجليزية: James Price)‏ (8 يناير 1992 في جنوب أفريقيا - ) هو لاعب كريكت جنوب أفريقي.

## وصلات خارجية
- جيمس برايس على موقع إي آس بي آن كريك إنفو (الإنجليزية)